# Обыкновенная центрина
Обыкновенная центрина, или атлантическая центрина, или акула-свинья, или центрина-свинья (лат. Oxynotus centrina) — вид рода трёхгранных акул одноимённого семейства отряда катранообразных. Распространён в восточной части Атлантического океана на глубине до 777 м. Максимальный зарегистрированный размер — 150 см. Тело массивное и высокое, треугольное в поперечнике, высокие и крупные спинные плавники в виде паруса, у основания которых имеются короткие, толстые шипы. Анальный плавник отсутствует. Эти акулы размножаются яйцеживорождением. Рацион состоит в основном из полихет. Представляют незначительную коммерческую ценность.

## Таксономия
Впервые вид был описан в 1758 году Карлом Линнеем. Трёхгранные акулы, которых относят к обыкновенным центринам, обитающие у берегов Анголы, Намибии и Южной Африки, возможно, представляют собой новый, ещё неописанный вид. Они отличаются от обыкновенных центрин укороченным расстоянием между спинными плавниками. Если это верно, записи о присутствии обыкновенных центрин у побережья Западной Африки должны быть уточнены, но пока проблема не разрешена, южные и юго-западные африканские трёхгранные центрины продолжают рассматриваться как центрины обыкновенные.

## Ареал
Обыкновенные центрины обитают в восточной Атлантике: в Бискайском заливе и Средиземном море, а на севере их можно встретить у Корнуолла, Великобритания. Возможно, трёхгранные акулы, распространённые у побережья южной и западной Африки, также относятся к центринам обыкновенным встр. Обыкновенные центрины попадаются на континентальном шельфе и в верхней части материкового склона на глубине от 60 до 660 м, чаще глубже 100 м.

## Описание
Максимальный зарегистрированный размер составляет 150 см. Тело массивное, высокое, треугольное в поперечнике. Рыло короткое и закруглённое. Крупные ноздри расположены близко друг к другу. Сразу позади глаз имеются вертикально вытянутые крупные брызгальца. Толстые губы усеяны бугорками.. Верхние зубы удлинённые, ланцетовидные, нижние широкие, в виде треугольных лезвий. 5 пар жаберных щелей. Над глазами имеется выпуклый хребет.
Спинные плавники очень высокие, в виде паруса. У основания имеется шип, у которого виден только кончик. Первый спинной плавник сдвинут вперёд перед основанием грудных плавников. Второй спинной плавник меньше первого, расстояние между ними меньше длины его основания. Задний край спинных плавников немного вогнут. Вдоль брюха между основаниями грудных и брюшных плавников пролегают жёсткие кили. Анальный плавник отсутствует. Хвостовой плавник широкий, у края верхней лопасти имеется вентральная выемка. Окраска серого или серо-коричневого цвета, голова и бока покрыты тёмными пятнами, светлая горизонтальная линия отделяет тёмные отметины на голове, другая проходит по линии глаз.

## Биология
Рацион состоит из полихет, ракообразных и моллюсков. Обыкновенные центрины размножаются яйцеживорождением, в помёте около 10 или 12 новорождённых длиной около 22,83 см. По одним данным самцы и самки достигают половой зрелости при длине 50 см и 70 см соответственно, а по другим — 60 и 66 см. Среди известных паразитов этого виды цестоды Gymnorhynchus gigas и Molicola sp.

## Взаимодействие с человеком
Вид представляет незначительный интерес для рыбного промысла. Этих акул ловят донными и пелагическими тралами и используют для производства рыбной муки, жира, а также употребляют в пищу в копчёном и вяленом виде. Из-за интенсивного промысла, ведущегося в ареале этих акул, Международный союз охраны природы присвоил этому виду охранный статус «Уязвимый».